# Lía Correa Morales

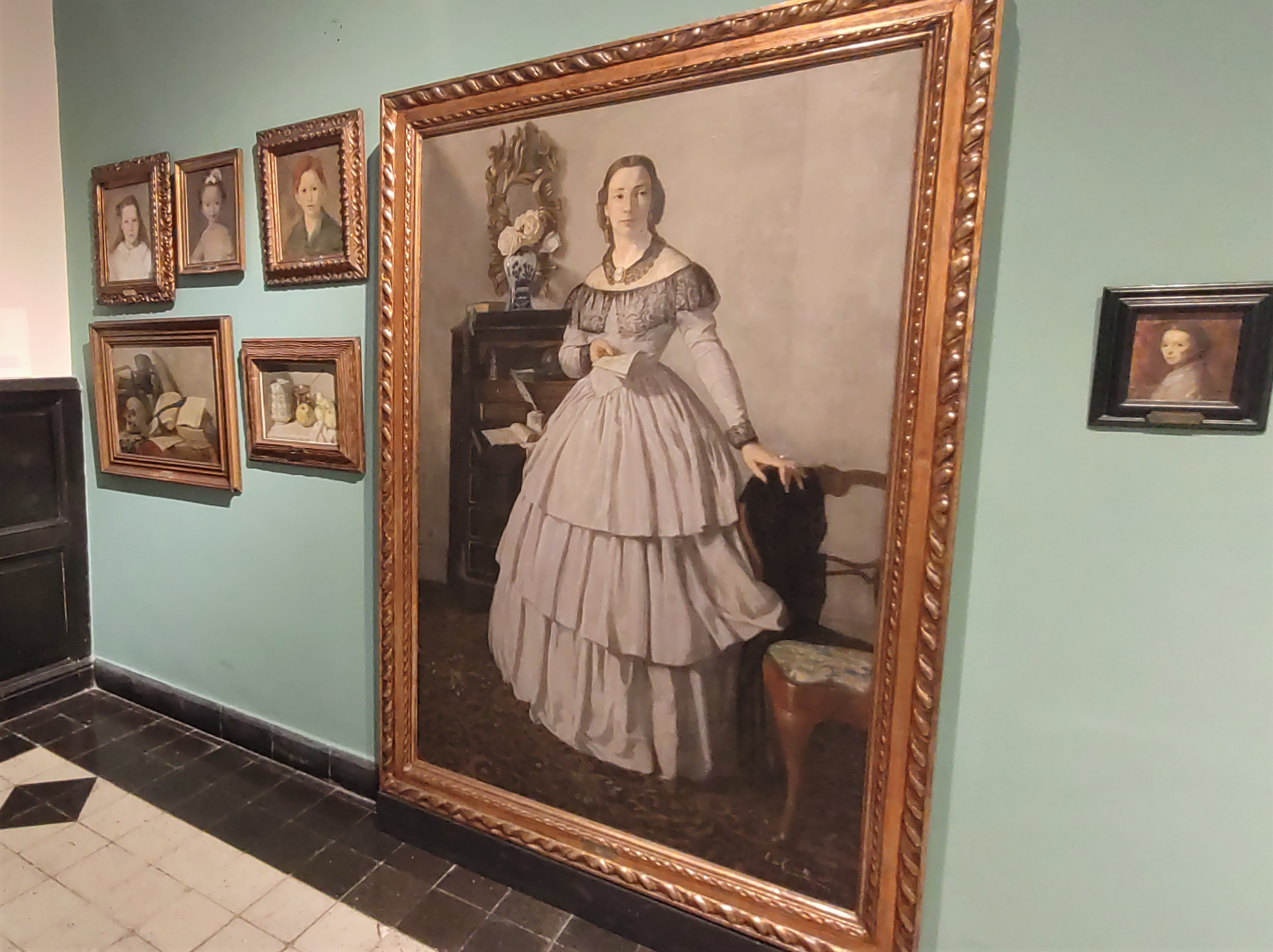
Cuadros pintados por Lía Correa Morales en el Museo Casa de Yrurtia.

Lía Correa Morales de Yrurtia (20 de febrero de 1893, Buenos Aires - 8 de octubre de 1975, Buenos Aires) fue una destacada pintora argentina y la primera mujer en dirigir un Museo Nacional de Bellas Artes en Argentina.

## Biografía
Nació en Buenos Aires el 20 de febrero de 1893, era hija de Lucio Correa Morales y la científica, artista y educadora Elina González Acha. Casada en segundas nupcias con el escultor argentino Rogelio Yrurtia  el 20 de febrero de 1936.

## Trayectoria de la artista

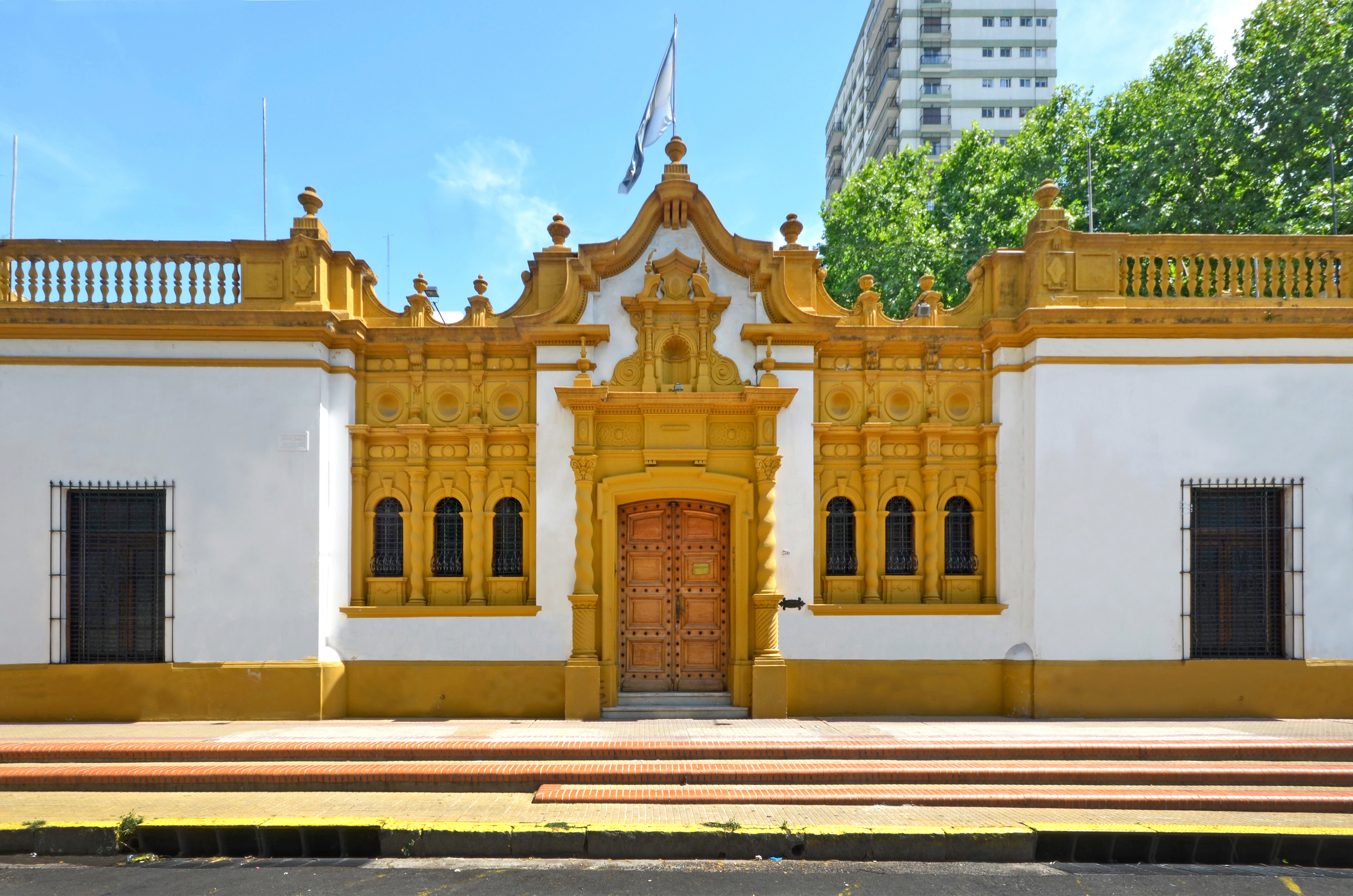
La antigua casona de Belgrano donde vivieron Rogelio Yrurtia y Lia Correa Morales, hoy Museo Casa de Rogelio Yrurtia, ubicado en la calle O'Higgins 2390, barrio de Belgrano, Ciudad Autónoma de Buenos Aires.

Lía Correa Morales estuvo en permanente contacto con la actividad artística desde temprana edad, entre los mármoles de su padre y las pinturas de su madre. En 1926 se trasladó a Europa para continuar con su carrera artística. En Alemania visitó a la pintora animalista Julia Wernicke, amiga de su madre. Fue alumna de Alfredo Torcelli, Pedro Zonza Briano, Pompeyo Boggio y Carlos Ripamonte. Trabajó como profesora de dibujo en la Escuela Normal de Prof. N.º 1 “Roque Sáenz Peña” de la ciudad de Buenos Aires. Fue profesora del Curso Superior de Pintura de la Academia Nacional de Bellas Artes.
Era miembro de la Asociación de la “Societé Nationale des Beaux Arts” de París.  
En 1924 obtuvo el Primer Premio en el Salón Nacional de Buenos Aires, el más importante concurso del país.
En su trayectoria artística podemos encontrar varias pinturas de desnudos como también retratos de niños. Una de sus obras más emblemáticas es la pintura Despertar (óleo, 1935), en donde se autorretrató desnuda.
Asumió la dirección del Museo Nacional: Museo Casa de Yrurtia, desde 1950 (un año después de la muerte de su esposo Rogelio Yrurtia) hasta su muerte, el 8 de octubre de 1975.
La mayor parte de su obra aparece en el Museo Casa de Yrurtia, aunque también existe obra en el Museo Nacional de Bellas Artes.

## Premios y reconocimientos
- Premio Salón Nacional 1924.
- Premio Estímulo 1928.
- Premio Salón Santa Fe 1938.